# Kimberly (nome)
Kimberly  è un nome proprio di persona inglese femminile.

## Varianti
- Femminili: Kimberley[1][2], Kimberlee[1], Kimberleigh[1]
  - Ipocoristici: Kim[1], Kimbra[1]

## Origine e diffusione
Riprende il nome della città sudafricana di Kimberley, così battezzata in onore di John Wodehouse, conte di Kimberley (da cui prende il nome anche la regione australiana di Kimberley); questo titolo nobiliare fa riferimento ad un luogo del Norfolk, ma ve ne sono altri omonimi anche in Nottinghamshire e Warwickshire. Si tratta in tutti i casi di toponimi inglesi antichi, composti da due elementi: mentre il secondo è sempre leah ("radura", "campo"), il primo può riflettere vari nomi propri anglosassoni, come Cynebald, Cynemær o, nel caso del villaggio nel Norfolk, Cyneburga, quindi "campo di Cyneburga".
La città sudafricana divenne nota verso la fine del XIX secolo, durante le guerre boere, portando Kimberley ad essere adottato come nome proprio, inizialmente al maschile; l'uso al femminile cominciò dalla metà del XX secolo, raggiungendo infine una buona popolarità. La prevalenza della forma Kimberly anziché Kimberley è dovuta a due navi da guerra della marina statunitense così chiamate che erano in servizio una durante la prima guerra mondiale, e l'altra durante la seconda: entrambe avevano ricevuto questo nome in onore dell'ammiraglio Lewis Kimberly.

## Onomastico
Non esistono sante che portano questo nome, quindi è adespota. L'onomastico può essere festeggiato in occasione di Ognissanti, il 1º novembre.

## Persone

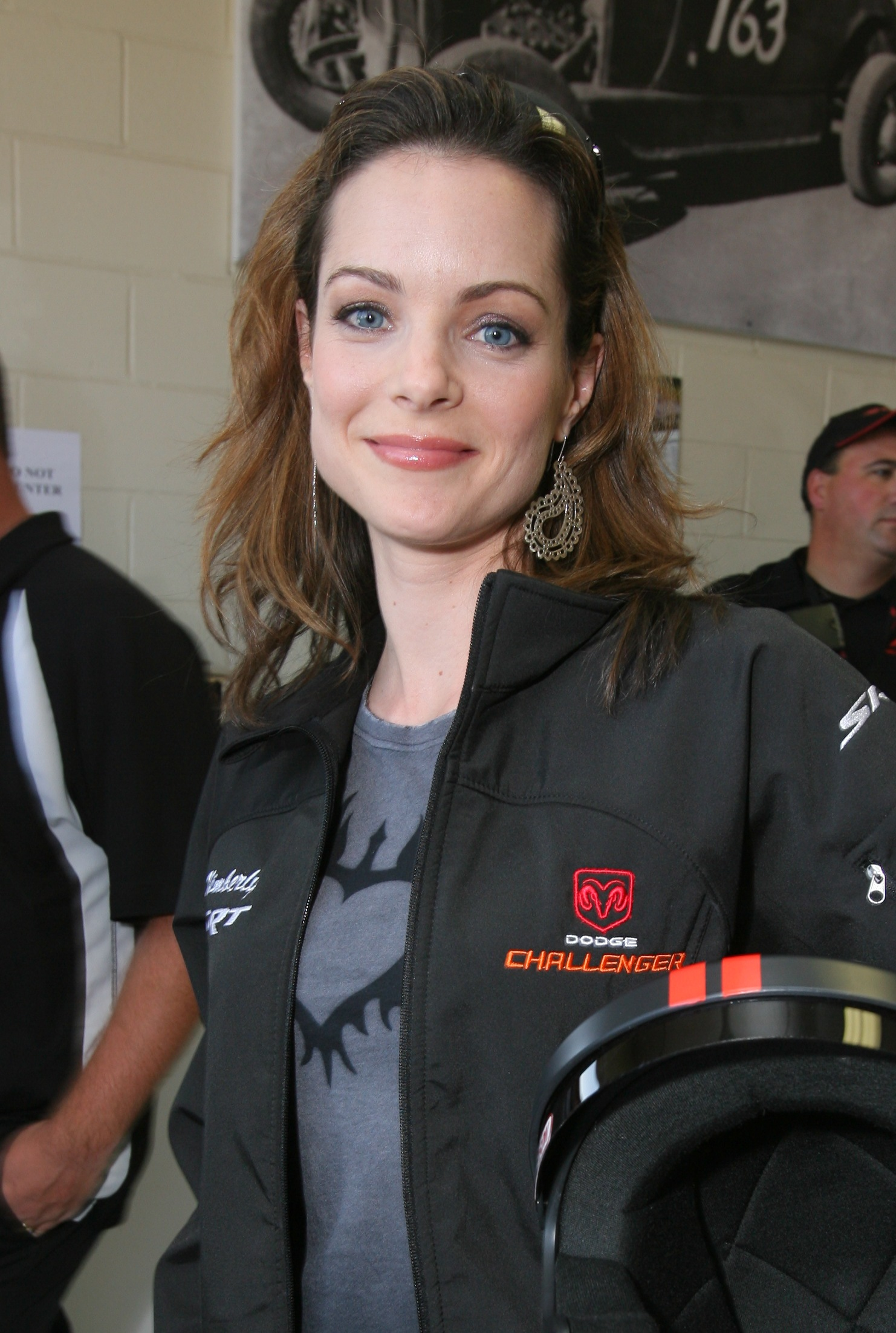
Kimberly Williams-Paisley

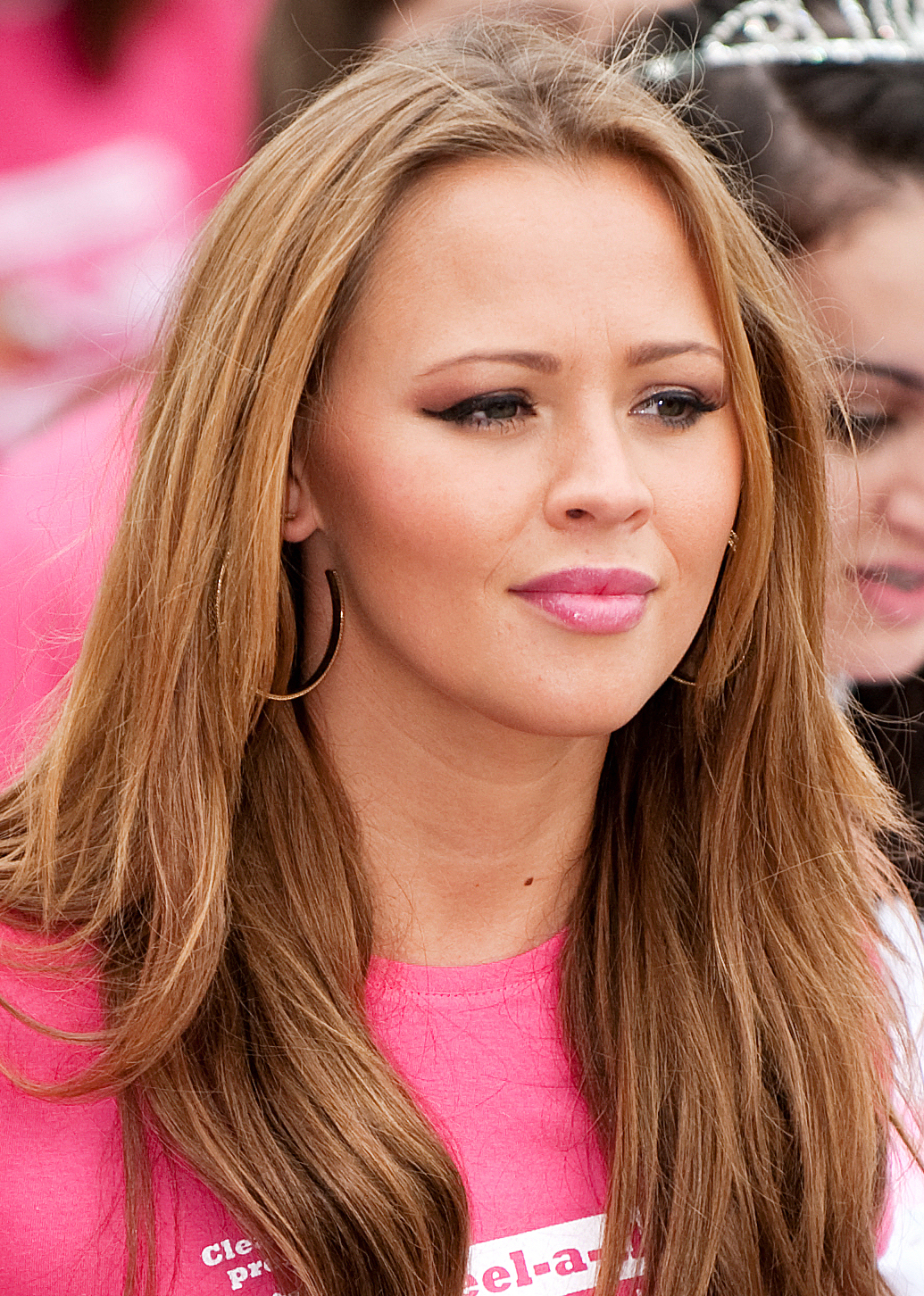
Kimberley Walsh

- Kimberly Clarice Aiken, modella statunitense
- Kimberly Brown, attrice statunitense
- Kimberly Dos Ramos, attrice e cantante venezuelana
- Kimberly Elise, attrice statunitense
- Kimberly Glass, pallavolista statunitense
- Kimberly Goss, cantante e tastierista statunitense
- Kimberly Holland, modella statunitense
- Kimberly Matula, attrice statunitense
- Kimberly Peirce, regista e sceneggiatrice statunitense
- Kimberly Pressler, modella statunitense
- Kimberly Tomes, modella statunitense
- Kimberly Vandenberg, nuotatrice statunitense
- Kimberly Williams-Paisley, attrice statunitense
- Kimberly Wyatt, cantante e ballerina statunitense

### Variante Kimberley
- Kimberley Dahme, chitarrista, bassista e cantante statunitense
- Kimberley Davies, attrice australiana
- Kimberley Joseph, attrice canadese naturalizzata australiana
- Kimberley Santos, modella statunitense
- Kimberley Walsh, cantante britannica